# 宋 (徐壽輝)
宋（1351年－1360年），元末民變中徐寿辉建立的政权，傳世文獻多作“天完”，最後由陳漢所滅。

## 歷史
至正十一年（1351年）八月，商人徐寿辉与邹普胜、彭莹玉等在蕲州（今湖北蕲春南）起事，部众以红巾为号，称红巾军，以“弥勒佛下生”等口号发动群众。十月，攻克蕲水（今湖北浠水），据此建国，国号宋，年号治平。以倪文俊为领军元帅，邹普胜为太师，置统军元帅府、中书省、枢密院、六部，有丁普郎、杨普雄、项普略、况普天、欧普祥、陈普文、赵普胜、史普清、鲁普恭、陶九，许甲、于光、傅友德等悍将。
治平三年底，蕲水失陷，彭莹玉陣亡，治平五年（1355年），重新取得湘、贛等地，迁都汉阳（今武汉汉阳），改年号为太平。太平二年（1357年），陈友谅迎徐寿辉迁都江州（治今江西九江）。
天定二年（1360年）六月十六，汉王陈友谅邀請壽輝至太平路石（今安徽当涂）附近五通神廟拜神，陈友谅命死士刺殺壽輝，以铁挝击碎寿辉首級，徐宋政权灭亡。

## 国号爭議
傳世史書大都記載徐壽輝政權國號為「天完」，不過「天完」一詞與歷代國號來源皆不相同，歷代均有人嘗試做出解釋。明朝趙士佶《皇綱錄》解釋：“‘天完’非國，壽輝取以為號者，以字形壓‘大元’也”。這一說法得到了楊訥的認同。史樹青依據宋濂《宋學士集·鑾坡前集》中《故怀远大将军同知鹰扬卫亲军指挥使司于君墓志铭》一文稱“分宁徐寿辉建伪号曰宋，都九江”，對“天完”另做解釋：「頗疑『天完』二字來源於『大宋』，『天』字是大上加一，『完』字是去木增元，有宋朝覆滅元朝之意。」
1982年，重庆明玉珍墓出土《玄宫之碑》，碑文记载：“淮人立徐主，称皇帝于蕲阳，颁万寿历，建元治平，国号宋。”此后有多篇论文重新讨论徐寿辉国号问题。1984年，刘孔伏、薛新力根据《玄宫之碑》，认为徐寿辉政权国号为“宋”，并对“天完”来源做出解释。此后，徐文彬、章采烈、一章均撰文讨论徐寿辉国号，并对“天完”做出自己的解释。2008年，杨讷根据元末明初刘夏的文集《刘尚宾文集》中的相关文章，再次撰文，认为徐寿辉政权的国号确实曾为“宋”，但不能排除曾经也使用“天完”国号的可能。
对于以《元史》为代表传统史籍称国号为“天完”的原因，学者们的解释大同小异。因為朱元璋曾隸屬的韓林兒政權国号也為「宋」，徐壽輝政權成立於韓宋之前，如果史料顯示徐壽輝早於韓林兒建國前已成立「宋」，这将削弱以“复宋”为名的韩宋政权合法性，對實際上繼承韓林兒政權的朱元璋树立红巾军正统的形象也不利，況且朱元璋在登基為「大明」皇帝後，刻意迴避他過去長期隶属韓氏政權的事实，国号“宋”成為禁忌。因此，《元史》将徐氏政權篡改為「天完」以淹沒事實，是出自於政治上的考量。

## 年号
- 治平（1351年十月—1355年十二月）
- 太平（1356年正月—1358年七月）
- 天啟（1358年八月—1359年三月）
- 天定（1359年四月—1360年閏五月）